# Reay Smithers
Reay Henry Noble Smithers (* 26. Oktober 1907 in Kenilworth, Kapstadt; † 30. Juni 1987), auch als Reay H. N. Smithers zitiert, war ein südafrikanischer Zoologe, Museumsdirektor und Autor. Er befasste sich anfangs mit Spinnen und später vornehmlich mit Säugetieren und Vögeln.

## Leben
Smithers war der Sohn von Harry Noble Smithers. Nach der Absolvierung seiner Schulzeit in Schottland und England studierte er zwei Jahre an der University of Edinburgh. 1928 kehrte er nach Kapstadt zurück und arbeitete im Familienbetrieb, wobei er sich verstärkt zur Naturforschung hingezogen fühlte. 1930 nahm er an einer Expedition nach Angola teil und wirkte bei der Produktion eines Films sowie bei der Sammlung von zoologischen und ethnographischen Exemplaren mit. Nach seiner kurzen Rückkehr nach Schottland fand er 1932 eine Anstellung als Feldassistent beim New York Botanical Garden, wobei seine Aufgabe, das Sammeln von botanischen Exemplaren im nordwestlichen Kap und Südwestafrika war. Er arbeitete mit dem Botanischen Garten Kirstenbosch zusammen, wobei die Pflanzen, die er sammelte, zwischen den beiden Institutionen aufgeteilt wurden. In drei aufeinanderfolgenden Jahren gewann er den Carthew Cup für die größte Anzahl neuer Pflanzenarten, die nach Kirstenbosch gebracht wurden. Im November 1932 heiratete Smithers seine erste Frau Margaret Blake Bowie. 1934 trat er als technischer Assistent in den Dienst des South African Museum in Kapstadt ein, wo er in den Abteilungen für Spinnentiere und Reptilien arbeitete. Er begleitete andere Mitarbeiter auf Sammelexkursionen und unterstützte auch Gastwissenschaftler bei ihrer Feldarbeit, um Kenntnisse über verschiedene Disziplinen der Naturgeschichte zu erwerben. Auf diese Weise kam er in Kontakt mit Austin Roberts vom Transvaal Museum in Pretoria, der ihn in das Studium der Säugetiere und Vögel einführte, denen er in späteren Jahren sein Hauptinteresse widmete. Smithers’ Zeit am South African Museum ermöglichte es ihm auch, einen Bachelor-Abschluss in Zoologie und Botanik als externer Student an der Universität von Südafrika zu erlangen.
Bei Ausbruch des Zweiten Weltkriegs 1939 trat Smithers in die südafrikanischen Streitkräfte ein, wo er in der Sprengstoffherstellung ausgebildet wurde. Nach Kriegsende arbeitete er einige Jahre in Kapstadt in der chemischen Industrie. 1947 lernte er auf einer Geschäftsreise nach London George Arnold kennen, den Direktor des National Museum of Southern Rhodesia (heute Simbabwe). Diese zufällige Begegnung führte dazu, dass Smithers eine Ernennung zum stellvertretenden Direktor angeboten wurde, die er annahm. Bald nach seinem Umzug nach Rhodesien wurde er nach der Pensionierung von George Arnold zum Museumsdirektor ernannt. In den 1950er Jahren widmete er einen Großteil seiner Arbeit der Erforschung der Avifauna der Region, was zur Veröffentlichung einer umfangreichen Checkliste der Vögel Rhodesiens führte. Dazu gehörte auch die Arbeit an den Vögeln des Sambesi-Tals, das durch den Bau des Kariba-Staudamms überflutet wurde. Smithers half dabei, im Vereinigten Königreich und in den Vereinigten Staaten Geldmittel für die Rettung von Tieren von den Inseln zu beschaffen, die sich durch den stark gestiegenen Wasserspiegel im Stausee gebildet hatten, und er beteiligte sich persönlich aktiv an den Rettungsaktionen. Er überzeugte die Fulbright-Stiftung davon, über die Nationalmuseen von Rhodesien ein dreijähriges Projekt zu finanzieren, mit dem die Grundlage für die nachhaltige Nutzung von Wildtieren geschaffen wurde. Damit wurde eine Entwicklung eingeleitet, die richtungsweisend für die Wildtierzucht auf privatem Grund und Boden war. 1953 erhielten die Nationalmuseen von Rhodesien einen Aufschwung. Smithers gehörte zu den Personen, die damit beauftragt wurden, eine Ausstellung über das Leben und Werk von Cecil Rhodes in einer eigens dafür errichteten Halle zu organisieren. Als die Ausstellung zu Ende ging, wurde ein Fonds eingerichtet, um ihren Inhalt zu bewahren, der dann erweitert wurde, um neue Gebäude für die Museen zu errichten, die später die Nationalmuseen von Rhodesien bildeten: das Nationalmuseum in Bulawayo, das Queen Victoria Museum in Harare und das Umtali Museum, die alle gebaut und ausgestattet wurden, während Smithers Museumsdirektor war. Mit vier Architekten, einem für jedes Zentrum, war er für die grundlegende Gestaltung der Gebäude, die Zuweisung von Ausstellungsflächen u. a. m. verantwortlich.
1960 heiratete Smithers seine zweite Frau Hazel Joan Rigg, mit er sich der Erfassung der Vögel Botswanas widmete. Die Ergebnisse dieses großen Projekts wurden 1964 veröffentlicht. Anfang 1964 folgte ein weit ehrgeizigeres Projekt über die Säugetiere Botswanas, das fünf Jahre lang lief. Obwohl es von Smithers geleitet wurde und viele seiner Museumsmitarbeiter daran beteiligt waren, wurde es unter der Schirmherrschaft einer unabhängigen Einrichtung, der Botswana Mammal Survey mit Sitz in Francistown, durchgeführt. 
In den Jahren der Säugetierstudie in Botswana erhielt Smithers auch viel Unterstützung von Jurgens A. J. Meester, dem Gründer des Mammal Research Institute (MRI) an der Universität Pretoria. Als die Ergebnisse der Studie 1971 unter dem Titel The Mammals of Botswana veröffentlicht wurden, erhielt Smithers von dieser Universität einen Doktortitel. 
1976 ging er als Museumsdirektor in den Ruhestand. Sein Nachfolger war Mike Raath, der Smithers bat, für weitere zwei Jahre als Kurator an der Wirbeltierabteilung zu arbeiten. Zu dieser Zeit wurde das MRI von John Dawson Skinner geleitet, der engen Kontakt zu Smithers hielt. Unter der Schirmherrschaft des MRI führte Smithers eine Studie über die Populationen kleiner Raubtiere und einige Feldforschungen im Mazowe-Tal durch. 
1972 schlug Daniel Malan Joubert, der als Vorstandsvorsitzender des MRI fungierte, vor, dass das Institut eine Überarbeitung des 1951 erschienenen Buches The Mammals of South Africa von Austin Roberts in Angriff nehmen sollte. Nach mehrjährigen Planungen und Verhandlungen, die von John Dawson Skinner vorangetrieben wurden, erklärte sich die Universität Pretoria bereit, ein neues Buch über die Säugetiere des südlichen Afrikas in Auftrag zu geben. Reay Smithers übernahm diese Aufgabe und trat 1979 als leitender Forschungsbeauftragter in die Dienste des MRI ein. Seine Hauptaufgabe war die Erstellung des Buches The Mammals of the Southern African Subregion. Das Geld für dieses Projekt wurde von Firmen- und Privatsponsoren, Spendern und Abonnenten aufgebracht, während die Künstlerin Clare Abbott mit der Herstellung der 30 benötigten Farbtafeln beauftragt wurde. Hazel Smithers erstellte Zeichnungen der größeren Landsäugetiere auf der Grundlage von Skizzen, Fotografien und Abgüssen, die sie zusammen mit ihrem Mann über viele Jahre hinweg in der Natur angefertigt hatte. Vor dem Verfassen des Textes führte Reay Smithers eine umfangreiche Literaturrecherche durch, um die aktuellsten Informationen über jede der 340 enthaltenen Säugetierarten zu erhalten. Das Buch wurde 1983 veröffentlicht.
Im darauffolgenden Monat wurde Smithers Mitarbeiter des Transvaal Museums als stellvertretender Kurator der Säugetierabteilung. Hier stellte er neben vielen anderen Aktivitäten ein weiteres Buch fertig, Land Mammals of Southern Africa. A Field Guide, das wiederum von Clare Abbott und Hazel Smithers illustriert wurde. Dieses Buch wurde im Oktober 1986 in Johannesburg bei einer Veranstaltung in der Everard Read Gallery präsentiert, bei der auch die Original-Farbtafeln von Clare Abbott zu sehen waren. Im März 1987 kehrte Smithers zum MRI zurück, um an der Überarbeitung des Buches The Mammals of the Southern African Subregion mitzuwirken, das in einer zweiten Auflage erscheinen sollte. Diese Arbeit konnte er jedoch nicht mehr abschließen, da er am 30. Juni 1987 an einem Herzinfarkt starb.
Smithers wurde 1978 in Südafrika mit der Goldmedaille der Zoological Society of Southern Africa ausgezeichnet. Ferner erhielt er die Senior Captain Scott Medal der Biologischen Gesellschaft, den Order of Meritorious Service, Class II in Silber vom Staatspräsidenten und das Fellowship of the Museums Association. 1988 wurde ihm posthum der Bill Venter Award für seine Arbeit an The Mammals of the Southern African Subregion verliehen, eine Auszeichnung, die seine Frau in seinem Namen entgegennahm.
1944 beschrieb Smithers die Spinnenart Latrodectus karrooensis aus der Gattung der Echten Witwen. Zudem beschrieb er die Unterarten Calamonastes stierlingi irwini des Wellenkehl-Bindensängers, Mirafra fasciolata nata der Ostklapperlerche sowie Batis capensis kennedyi des Kapschnäppers.